# 岩溶泉

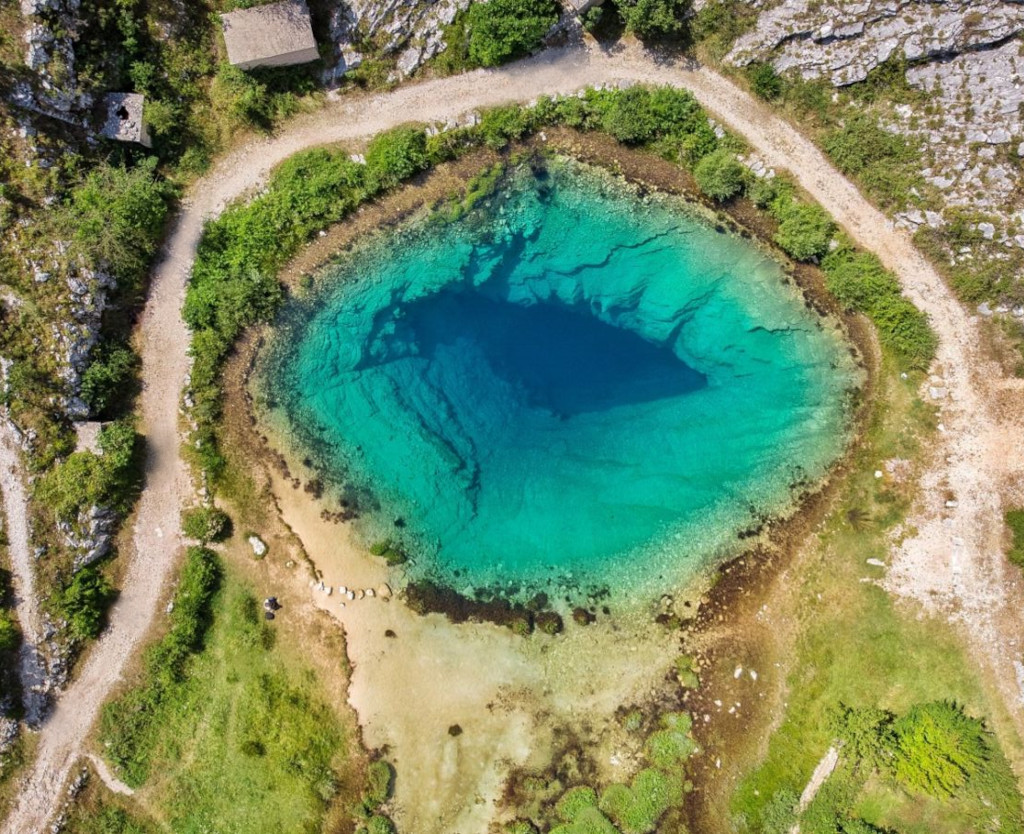
克罗地亚采蒂纳河源头深130米的岩溶泉塞蒂纳河泉。

岩溶泉也称喀斯特泉，指在喀斯特地区，地表水渗入由可溶性岩盐类被溶蚀形成的洞穴后，迅速地以泉的形式出露于地表形成的泉。